# Zacharias Olai Plantin
Zacharias Olai Plantin, född cirka 1625 i Umeå socken, död 1688 i Offerdals socken, var en svensk präst och riksdagsman.

## Biografi
Zacharias Olai Plantin var son till Olaus Petri Niurenius och Magdalena Zachrisdotter Bure, som upptagit släktnamnet efter sin mor Malin Engelberchsdotter Bure som var syster till de tre bröder som adlades med namnet och tillhörde liksom fadern Bureätten, dock inte genom mormoderns fader Engelbertus Laurentii, utan genom dennes hustru. 1642 inskrevs han vid Uppsala universitet, och när Härnösands gymnasium grundades fem år senare blev han adjunkt och därmed också konsistorienotarie. Han blev efter två år lektor i grekiska, och verkar därefter ha begett sig till universitet i Tyskland. 1657 blev han gymnasiets rektor. 1672 lämnade han Härnösand för tjänsterna som kyrkoherde och prost i Offerdals socken.
I egenskap av prost deltog Plantin i grundandet av Frösö trivialskola, som också uppfördes på hans hemman som han bytte bort till kronan för ändamålet mot ett hemman i Offerdal. Han blev sedermera skolans inspektor. 
Plantin var ombud för prästerskapet vid riksdagarna 1680 och 1686, och undertecknade besluten därifrån.
Plantin var först gift med tyskan Anna Maria Piehl. En son i det äktenskapet, Olof Julius Plantin, var rektor och kyrkoherde i Skåne. En dotter var gift med efterträdaren Abraham Laurentii Burman.